# Khedbrahma
Khedbrahma è una suddivisione dell'India, classificata come municipality, di 25.547 abitanti, situata nel distretto di Sabarkantha, nello stato federato del Gujarat. In base al numero di abitanti la città rientra nella classe III (da 20.000 a 49.999 persone).

## Geografia fisica
La città è situata a 24° 1' 60 N e 73° 2' 60 E e ha un'altitudine di 201 m s.l.m..

## Società

### Evoluzione demografica
Al censimento del 2001 la popolazione di Khedbrahma assommava a 25.547 persone, delle quali 13.408 maschi e 12.139 femmine. I bambini di età inferiore o uguale ai sei anni assommavano a 3.380, dei quali 1.813 maschi e 1.567 femmine. Infine, coloro che erano in grado di saper almeno leggere e scrivere erano 16.596, dei quali 9.832 maschi e 6.764 femmine.